# Abu Tabite Amir
Abu Tabite Amir (em árabe: أبو ثابت عامر; romaniz.: Abū Thabit Amir) foi o sultão do Império Merínida (no atual Marrocos) de 10 de maio de 1307 até 28 de julho de 1308.

## Vida

Reino Nacérida de Granada em 1306

Abu Tabite Amir era filho do sultão Abu Iacube Iúçufe Anácer (r. 1286–1307) e irmão de Abu Arrabi Solimão. Seu pai foi assassinado em 10 de maio de 1307 e Abu Tabite Amir assumiu o trono. Em resposta, um príncipe merínida dissidente, Abuçaíde Otomão ibne Abi Alulá, que já estava em revolta na área montanhosa no norte de Marrocos e aliou-se ao Reino Nacérida de Granada, declarou-se sultão em maio ou junho. Quando Abu Tabite Amir assumiu, as tropas de seu pai estavam envolvidas no cerco aos ziânidas em Tremecém. Para lidar com o rival, abandonou o empreendimento, fez acordo com o sultão ziânida Abu Zaiane I (r. 1304–1308) para devolver os territórios tomados pelos merínidas e voltou ao Marrocos.  Paralelamente, o governador de Marraquexe Iúçufe ibne Abi Iade, instigado pelos tumultos, rebelou-se contra o novo sultão e declarou sua independência. O general Alhaçane ibne Amir ibne Abedalá Anaiabe foi enviado contra Otomão, mas foi incapaz de subjugá-lo. Em junho de 1308, o príncipe rebelde derrotou outro exército merínida sob o comando de Abdalaque ibne Otomão ibne Maomé e recapturou Alcácer-Quibir, que tinha caído para ele no ano anterior.
Esses contratempos forçaram Abu Tabite a entrar em campo pessoalmente contra Otomão. O sultão retomou Alcácer-Ceguer e Arzila, que tinham sido perdidas tempos antes para Granada, bem como Tânger de Abuçaíde Otomão após derrotá-lo numa batalha. As cidades de Aludã e Domna foram tomadas de assalto e Abu Tabite Amir enviou emissários ao sultão granadino Maomé III (r. 1302–1309) exigindo o retorno de Ceuta, outro dos portos merínidas tomados pelos nacéridas, e preparou um cerco à cidade. No entanto, morreu repentinamente em Tânger em 28 de julho e foi sucedido por seu irmão Abu Arrabi Solimão (r. 1308–1310). Foi o novo sultão merínida que em 1309 conseguiu derrotar Abuçaíde Otomão em Aladã e forçá-lo a abandonar o Norte da África e buscar refúgio no Reino Nacérida, onde tornar-se-ia comandante dos Voluntários da Fé.